# Outarde à tête noire
Ardeotis nigriceps
Espèce
Répartition géographique
Statut de conservation UICN

 CR A2a+4acd;C1 : 
En danger critique
Statut CITES
L'Outarde à tête noire (Ardeotis nigriceps), parfois appelée grande outarde indienne est une espèce d'oiseaux de la famille des Otididae. Elle fait partie de la liste des 100 espèces les plus menacées au monde établie par l'UICN en 2012.

## Description
Son corps horizontal et des jambes nues lui donnent une ressemblance avec l'autruche, cet oiseau est parmi les plus lourds des oiseaux volants.

## Répartition et habitat
Cette outarde vit en Inde (Rajasthan, Gujarat, Maharashtra, Andhra Pradesh, Karnataka et Madhya Pradesh) et dans les régions voisines du Pakistan. Lorsqu'elle était commune sur les plaines sèches du sous-continent indien, elle était considérée comme un excellent gibier par les chasseurs. Moins d'un millier vivent aujourd'hui et l'espèce est menacée par la chasse et de la perte de son habitat, de grandes étendues de prairies sèches et de broussailles. Ces oiseaux se trouvent souvent dans les mêmes endroits que les antilopes.
L'UICN a déclaré l'espèce en danger critique d'extinction en 2011, alors que sa population a chuté à 250 individus. L'État du Rajasthan a lancé le Project Great Indian Bustard en 2013. La population population sauvage y est d'environ 150 individus. 20 mâles et 25 femelles captifs ont permis la mise en place d'un programme de reproduction par insémination artificielle.